# Каменский, Павел Павлович (скульптор)
Па́вел Па́влович Каме́нский (младший) — российский скульптор, художник Императорского Мариинского театра, сын писателя Павла Каменского. Автор серии фигур «Народности России».

## Биография

### Ранние годы и образование
Павел Каменский родился в Петербурге 16 апреля 1858 в семье писателя Павла Каменского и Марии Фёдоровны Толстой, дочери скульптора Фёдора Толстого. Павла крестили в Симеоновской церкви, в августе 1869-го он поступил на обучение в Первый Кадетский корпус, а в 1874-м — в Академию художеств. За годы в академии он был несколько раз награждён медалями за успехи. В 1885-м Каменский выпустился в звании классного художника второй степени. Его дипломная работа — статуя «Офелия» — стала одним из самых известных работ Каменского, в 1891 году её изготовили в терракоте на Императорском фарфоровом заводе.
24 апреля 1883 года Каменский венчался с Александрой Николаевной Философовой, дочерью генерал-лейтенанта Николая Илларионовича Философова. За годы брака у Александры Николаевны и Павла Павловича родилось четверо детей.
1 апреля 1886 года Каменский поступил на службу в Дирекцию Императорских театров в должности скульптора, смотрителя бутафорской мастерской, и очень быстро стал его незаменимым сотрудником. Талант Каменского отмечал директор Императорских театров Иван Всеволожский, уже в ноябре 1886-го писавший, что не было в дирекции «ни одного лица, способного по таланту, опытности и усердию заменить Каменского в специально-сложных и спешных работах».

### Работы
Павел Каменский много работал над театральными постановками Мариинского театра, в числе прочих, создав декорации к «Лебединому озеру», и торжествами императорской семьи. Он является автором костюмов к балету «Капризам бабочки» Мариуса Петипа, парадного спектакля по случаю венчания Великого князя Павла Александровича с греческой принцессой Александрой Георгиевной. После премьеры Каменский преподнёс в подарок Александре Георгиевне альбом рисунков, созданный при работе над балетом. Альбом настолько понравился Великой княгине, что она в благодарность подарила художнику перстень с личным вензелем. В мае 1896 года Каменский работал над оформлением торжественной коронации Николая II, за что был награждён орденами Святой Анны и Святого Станислава 3-й степени.
В 1892 году Каменский создал входной портал в Русский отдел для Венской международной музыкальной и театральной выставки. Композиция из папье-маше высотой в 17 метров включала изображения вяряга, витязя, стрельца и запорожского казака, была раскрашена под изразцы и венчалась Малым Императорским гербом.
В 1893-м Каменский принял участие в работах по перестройке Мариинского театра, которые возглавлял Василий Шрётер. Для нового фасада скульптор создал статуи композиторов М. А. Глинки и А. Н. Серова, а также две фигуры грифонов.
1 августа 1901 года Каменский уволился из Дирекции Императорских театров в связи с резким ухудшением здоровья. К тому моменту распался и брак с Философовой.
После ухода из дирекции Каменский оказался в крайне затруднительном положении, нуждался в деньгах и получал мало заказов. Спасительным оказалось предложение управляющего Императорским фарфоровым заводом Николая Вольфа, который в 1907-м пригласил Каменского на должность главного скульптора серии фигур «Народности России», которая должна была быть выпущена в честь 300-летия дома Романовых. Каменский успел создать свыше 150 моделей — для них он опирался на широкий ряд исторических, этнографических и антропологических материалов из коллекций Кунсткамеры и музея Александра III. Полноразмерные фарфоровые фигуры серии предназначались для музеев, а их уменьшенные копии поступали в продажу. Многие из них неоднократно перевыпускались и могут быть изготовлены по сей день.
Из сохранившихся скульптур Каменского известны: бюст Грибоедова в Царском фойе Александринского театра, там же — бюсты Гоголя и Фонвизина в Актёрском фойе. В Третьяковской галерее хранится мраморная скульптура «Без няньки», которую Каменский создал ещё во время учёбы в Академии художеств. Гипсовый портрет актёра Павла Мочалова хранится в Государственном театральном музее имени Бахрушина. Могилу композитора Петра Чайковского на Тихвинском кладбище украшает бюст работы Каменского, исполненный по концепции и эскизу Ив. Всеволожского.